# يان روبين
يان روبين (بالإنجليزية: Ian Rubin)‏ هو لاعب دوري الرغبي أسترالي، ولد في 17 أبريل 1973 في أوديسا في أوكرانيا.